# 화풍
숙각친왕(肅恪親王, ? ~ 1869년)은 중국 청나라의 황족 종실 겸 정치인이다. 본명은 아이신줴뤄 화펑(愛新覺羅 華豊, 애신각라 화풍)이다.
황족 종실이라는 신분으로써 법부대신(法部大臣)을 지낸 그는 제이등진국장군(第二等鎭國將軍)을 지낸 숙량친왕(肅良親王)의 아버지이다.